# Diminutiv
En diminutiv er den grammatiske betegnelse for en formindskelsesform, almindeligvis af navneord.
Fremmedordet diminutiv kommer af latin diminuere, der betyder at formindske (jf. minus = mindre). Til gås har vi diminutivformen gæsling (lille gås, gåseunge) ved tilføjelse af afledningsendelsen -ling.
På dansk kender vi diminutivendelsen -ling: elskling, grisling, gæsling, killing, kylling, kælling, mandsling, pusling, rolling, skilling, ælling.
Diminutivendelsen -se finder vi i: babse, dengse, mandse, vovse.
Andre forekommende diminutivendelser er hentet fra fremmede sprog, fx kassette (lille kasse), klarinet, tallerken (lille teller, fra plattysk Tellerken, jf. højtysk Tellerchen), piccolo.
På dansk dannes der ikke nye ord med diminutivendelse; man siger, at diminutiv ikke er en produktiv form. Anderledes er det på tysk og på de romanske sprog.
Den nordtyske diminutivendelse er -chen, på plattysk -ken. Den sydtyske diminutivendelse er -lein, på højtyske dialekter -le eller -li, herunder også østrigsk og svejtsertysk. I Schwaben er Spätzle navnet på nudelstykker kogt i saltvand (egl. er betydningen: småspurve), en basismadvare. I Schweiz er formen: Spätzli. I Østrig findes desuden diminutivendelsen -erl (Packerl, lille pakke, Sackerl, lille sæk).
Den nederlandske diminutivendelse er -je, men af lydmæssige grunde er der også -pje og -tje (med bindekonsonant). I Holland er diminutivendelserne blevet brugt i en så udbredt grad, at der ikke længere, nødvendigvis, er noget formindskende ved formen. Diminutiven kan også udtrykke noget som er sødt eller yndigt.
Pigenavnet Dyveke er en diminutiv af duif (flertal: duiven), due, med den ældre diminutivendelse -ke.
Fra de romanske sprogs moder, latin, kender vi bl.a. som fremmedord opusculum (lille værk) afledt af opus (værk). Andre romanske diminutiver er: cigarillo (lille cigar på spansk), libretto (lille bog, operatekst på italiensk), musikinstrumenterne spinet og klarinet. Endelserne -et og -ette er franske, fx poulet (kylling, diminutiv af poule = høne), poulette (minikylling).